# Gachnang
Gachnang is een gemeente en plaats in het Zwitserse kanton Thurgau, en maakt deel uit van het district Frauenfeld.
Gachnang telt 3271 inwoners.